# Kateretes pedicularius

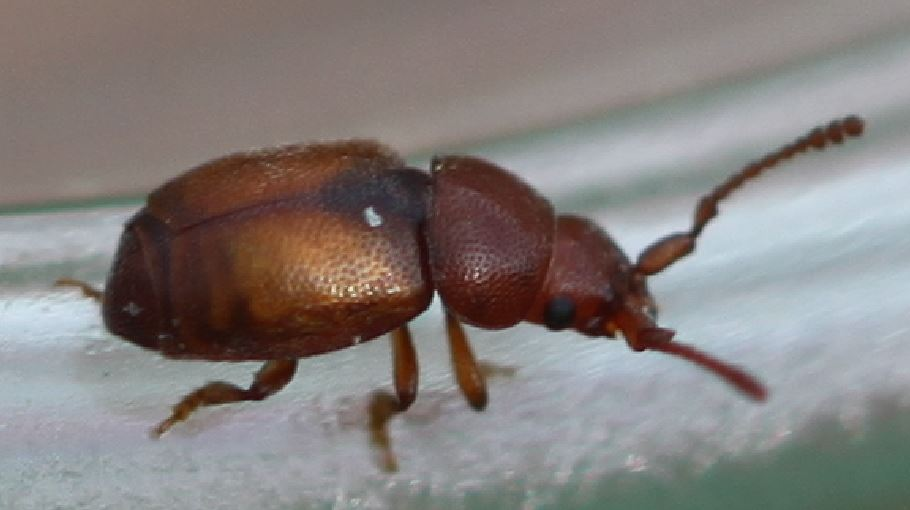
Seitenansicht

Kateretes pedicularius, auch als Riedgras-Glanzkäfer bezeichnet, ist ein Käfer aus der Familie der Kateretidae.

## Merkmale
Die Käfer sind 1,6–3 mm lang. Sie besitzen gewöhnlich eine gelbrote Grundfarbe mit einer Verdunkelung am Scutellum und entlang der Flügeldeckennaht. Die Grundfarbe ist jedoch variabel, so dass es auch Exemplare mit braunschwarzer Farbe gibt. Die hinteren Halsschildecken sind breit und abgerundet. Das erste Fühlerglied ist seitlich verbreitert.

## Verbreitung
Kateretes pedicularius ist eine paläarktische Art. Sie ist in Europa weit verbreitet.

## Lebensweise
Den typischen Lebensraum der Art bilden Sumpfgebiete, Moore und feuchte Wiesen. Die Käfer fliegen gewöhnlich von März bis Juli. Die Larven leben in den Blüten von Binsen (Juncus) und Seggen (Carex). Sie verpuppen sich im Boden.

## Taxonomie
In der Literatur finden sich folgende Synonyme:
- Anisocera spireae Stephens, 1835
- Cateretes pedicularius (Linnaeus, 1758)
- Dermestes pedicularius Linnaeus, 1758
- Silpha unicolor Marsham, 1802